# Teatro El Jardinito
El Teatro El Jardinito es un espacio escénico y centro cultural de la ciudad de Cabra (Córdoba, España), situado en la avenida Fernando Pallarés. Alberga diversas actividades y servicios culturales, pero sirve principalmente como escenario para espectáculos de teatro, música, danza, y otros eventos relacionados con su localidad. Desde la inauguración del teatro, es la sede principal del Certamen de Creación Audiovisual de Cabra, que lleva celebrándose desde 1995 y al que acuden numerosas personalidades del panorama cinematográfico nacional.

## Historia

### Antecedentes
El teatro se localiza en un palacete de los años 1920 construido por la familia Pallarés de la Yglesia y que estuvo inspirado en los palacios venecianos. El palacio estuvo habitado hasta el año 1989 por dicha familia.
En 1996, un empresario de Puente Genil hizo una oferta al Ayuntamiento para reconvertirlo en hotel a cambio de una cesión de 30 años. El consistorio finalmente la rechazó para apostar por la cultura y por la reconstrucción del recinto como teatro.

### Teatro
El proyecto para la construcción del teatro, que consistía en rehabilitarlo para adaptarlo a su uso actual, con la adición de un edificio de nueva construcción que ocupa la parte trasera, comenzó en 1999 y fue fruto de un proyecto de colaboración entre el Ayuntamiento de Cabra, la Diputación de Córdoba, la Junta de Andalucía y el Ministerio de Cultura. A pesar de ello, la construcción no comenzó hasta diciembre de 2004 y fue adjudicada a la empresa Proyectos Técnicos y Obras Civiles por un importe de 3.631.000 euros, siendo su arquitecto Félix Pozo Soro.
Fue inaugurado el 3 de mayo de 2008, en un acto al que asistieron la Consejera de Cultura de la Junta de Andalucía, Rosa Torres, la presidenta de la Comisión de Igualdad del Congreso y exministra de Cultura, Carmen Calvo, el presidente de la Diputación de Córdoba, Francisco Pulido, y la alcaldesa de Cabra, María Dolores Villatoro, junto a otras autoridades locales y provinciales. 
El concierto inaugural incluyó obras del compositor de bandas sonoras para cine, Roque Baños, interpretadas por la Orquesta de Córdoba junto al Coro Ziryab.
El 6 de agosto de 2018 se produjo un incendio en el almacén del teatro, ubicado bajo el graderío del cine de verano, por el que se tuvo que realizar una pequeña remodelación, abriendo de nuevo sus puertas a mediados de octubre del mismo año.

## Estructura y funciones
El espacio principal está ocupado por una sala teatral, de tres plantas, con capacidad para 465 personas, con un escenario de 12 x 9 metros. La cubierta superior de esta sala fue adaptada como cine de verano o cine al aire libre, para 240 personas. Existen otras dependencias de menor tamaño destinadas a:
- Zonas expositivas: Sala García Reinoso y Sala Alonso Santiago.
- Sala de ensayos.
- Camerinos individuales y colectivos.
- Aulas para la escuela municipal de música y danza, y la Cátedra Intergeneracional de la Universidad de Córdoba, en la primera planta.
- Dependencias de la Delegación de Cultura del Ayuntamiento de Cabra.
- Otros espacios: ropero, terraza y mirador. Jardines exteriores.

## Óperas realizadas
Desde el año 2012 se vienen interpretando anualmente en el teatro óperas muy conocidas:
- Rigoletto de Verdi, interpretada en noviembre de 2012 por el Teatro Opera Nacional de Odesa (Ucrania).[6]
- Carmen de Bizet, interpretada en agosto de 2013 por la Donbass Opera de Donetsk (Ucrania).[7]
- Aida de Verdi, interpretada en agosto de 2014 por el Teatro Nacional de Ópera de Moldavia (Chisináu, Moldavia).[8]
- Madama Butterfly de Puccini, interpretada en octubre de 2015 por el Teatro Nacional de Ópera de Moldavia (Chisináu, Moldavia).[9]
- Dido y Eneas de Henry Purcell, interpretada en octubre de 2016 por el Coro del Conservatorio de Lucena (España).[10]
- Nabucco de Verdi, interpretada en noviembre de 2017 por el Teatro Nacional de Ópera de Moldavia (Chisináu, Moldavia).[11]